# Arínzano
Arínzano (en euskera Arintzano) es un caserío y un lugar habitado del municipio español de Aberin, situado en la Merindad de Estella, en la comarca de Estella Oriental de la Comunidad Foral de Navarra (España). Está en el valle de la Solana, y limita con los municipios de Villatuerta y Oteiza. Su población en 2017 fue de 7 habitantes (INE). 
Consta de una torre cabo de armería, un caserón, una iglesia y las bodegas.
Dio nombre al Señorío de Arínzano, un vino de pago.

## Topónimo
Probablemente significa ‘lugar propiedad de una persona llamada Arinz’, de un nombre de persona Arinz o algo similar y el sufijo romance -ano que indica propiedad.
En documentos antiguos el nombre aparece como: Arinçano, Arynçano (1084, 1218, 1257, 1268, NEN), Arinzano (1055, NEN) y Arinzanum (1064, NEN).

## Arte
- Palacio cabo de armería (siglo XVI).
- Iglesia de San Martín de Tours (siglo XIX), de estilo neoclásico.
- Bodegas (siglo XX-XXI), diseñadas por el arquitecto Rafael Moneo.[5]